# Castello di Sarre
Il castello reale di Sarre (in francese, château royal de Sarre) è un castello valdostano, situato presso la località Lalex, in Valle d'Aosta.

## Storia
Notizie di una casaforte o forse di una semplice torre a guardia del territorio si hanno già a partire dal XIII secolo. Si ha testimonianza che nel 1242 l'edificio fu sede di un importante incontro tra Amedeo IV e Gotofredo I di Challant per accordarsi su come contrastare la ribellione di Ugo di Bard, signore del luogo. Tale alleanza sancì l'assegnazione del castello al nipote Jacques di Bard, estraneo alla rivolta e con esso anche il titolo di «Conte di Sarre», dinastia di cui divenne capostipite.
Estintasi la discendenza dei Sarre, nel 1364 Amedeo VI di Savoia concesse il feudo e la casaforte annessa a Enrico di Quart ma alla sua morte avvenuta nel 1377 il castello tornò ai Savoia che lo affidarono soltanto nel 1405 al nuovo feudatario Thibaud de Montagny.
Da allora la proprietà del maniero vide l'avvicendarsi di diverse famiglie, fra cui quella del barone Genève-Lullin, dei Leschaux, dei La Crête, dei Roncas e dei Rapet.

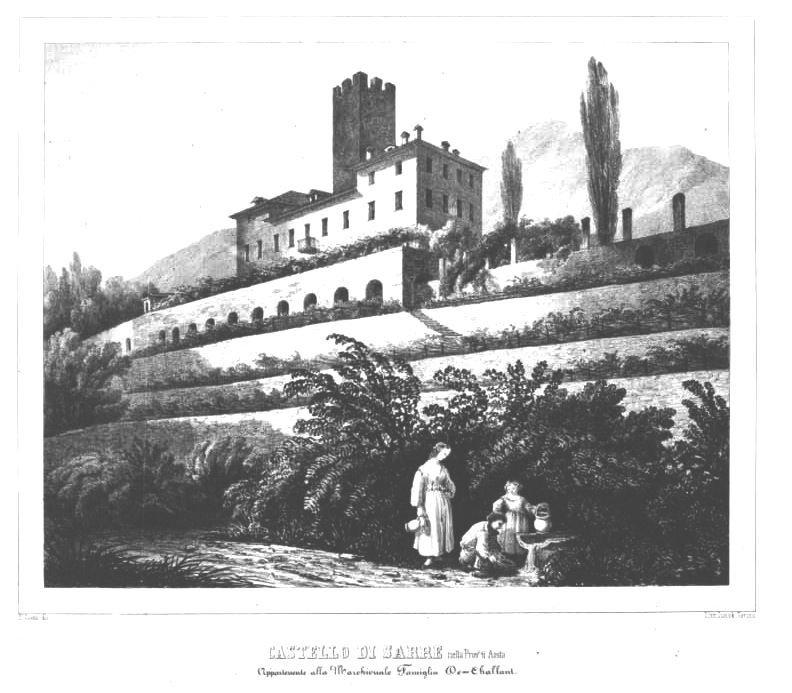
Una litografia del castello di Sarre

Nel 1708 il castello venne acquistato da Jean-François Ferrod d'Arvier, un ambizioso industriale arricchitosi con forniture militari e con lo sfruttamento delle miniere di rame di Ollomont. Egli, per dar prova della propria agiatezza, fece ricostruire interamente il castello conferendogli l'aspetto attuale, risparmiando dal rifacimento soltanto la torre. Tuttavia nel 1730, a seguito del tracollo economico che travolse Ferrod, un'ipoteca sul castello consentì ai precedenti proprietari, i legittimi eredi della famiglia Rapet, di impadronirsi nuovamente del maniero.
In seguito la proprietà passò ai Nicole de Bard e successivamente alla famiglia Gerbore.
Il castello divenne proprietà dei Savoia nel 1869 con re Vittorio Emanuele II, il quale lo acquistò assumendo anche il titolo di «Conte di Sarre». Egli commissionò ulteriori ampliamenti, l'innalzamento della torre centrale e la realizzazione delle scuderie, con l'intento di trasformare il castello in una delle maggiori residenze stagionali dedicata al loisir venatorio, sua nota passione. Il roi chasseur frequentò molto il castello per via delle importanti battute di caccia nelle vicine valli di Cogne, Valsavarenche, Val di Rhêmes, territori che un tempo costituivano la sua personale riserva di caccia e che attualmente sono parte della vasta area del Parco Nazionale del Gran Paradiso.
Il castello fu assai frequentato anche del successore Umberto I che fece decorare il castello con i numerosi trofei di caccia visibili nella Galleria dei Trofei e nella collezione museale. La regina Margherita sua consorte invece soggiornò al castello soltanto in un'occasione durante l'estate del 1880 e, successivamente, preferì soggiornare al vicino castel Savoia che fece costruire nei pressi di Gressoney-Saint-Jean.
Assidui frequentatori di Sarre furono anche i Principi di Piemonte Umberto II e Maria José che, dopo averne fatto rimodernare gli ambienti nel 1935, utilizzarono il castello come residenza stagionale per i soggiorni dedicati alle loro numerose escursioni alpine ma fu anche il luogo dove la principessa Maria José si rifugiò con i figli nei periodi più difficili del secondo conflitto mondiale.
Rimasto di proprietà della famiglia Savoia fino 1972, il castello venne acquistato dallo stato italiano che nel 1989 lo affidò alla Regione Valle d'Aosta per sottoporlo a un lungo restauro prima di aprirlo al pubblico. 
Oggi il castello reale di Sarre rappresenta un'importante testimonianza della Famiglia Reale in Valle d'Aosta, nonché custode delle tante memorie venatorie ed escursionistiche dei Savoia.

## Descrizione

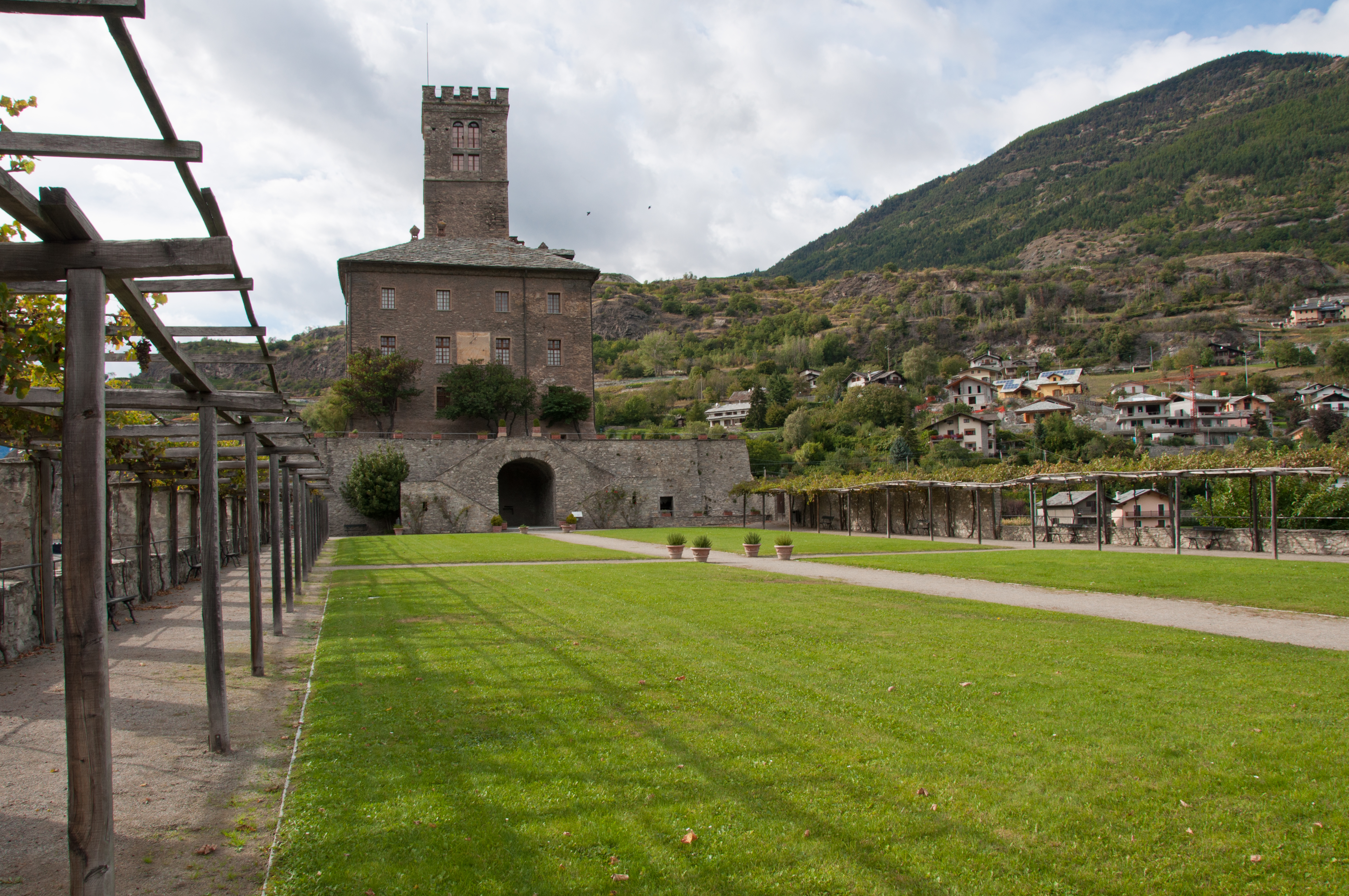
Il prospetto retrostante visto dal cortile

### Esterno
Composto da un massiccio corpo longitudinale che sovrasta una collina con evidenti terrazzamenti a picco sull'autostrada A5 per il Monte Bianco, la struttura è caratterizzata da un'alta torre merlata a base rettangolare con finestre a crociera che si innalza al centro della struttura. L'edificio si erge per tre piani e presenta un omogeneo rivestimento in pietra, del tutto analogo ai numerosi altri castelli della regione. 
Accanto al corpo principale ma all'interno della cinta muraria che circonda l'intera area di pertinenza, vi è una piccola cappella reale a navata unica, caratterizzata da sobrie decorazioni e un altare di chiara ispirazione barocca.

Il prospetto retrostante del castello si affaccia su un ampio cortile prativo, costeggiato da due camminamenti su ambo i lati e dalla struttura delle scuderie voluta da Vittorio Emanuele II.

### Interno
Originariamente il piano terreno ospitava l'appartamento del principe ereditario, quello del custode e una sala da pranzo collegata ai locali di cucina, dispensa e cantina del piano sotterraneo. 
Dal 1989 queste sale del piano terreno sono visitabili liberamente e dedicate ad una mostra permanente sulle famiglia Savoia e a locali di servizio.
Il primo piano ospita tuttora le sale appartenenti all'Appartamento Reale che, con l'ausilio di alcuni arredi originali e i tessuti minuziosamente riprodotti secondo gli inventari del 1890 reperiti presso l'Archivio storico di Torino, rievoca la dimensione abitativa dell'epoca umbertina. L'ambiente più caratteristico è la Galleria dei Trofei il cui singolare apparato decorativo voluto da re Umberto I è realizzato con centinaia di corna di stambecco, abbinati a decorazioni floreali dipinte sulle pareti, analogamente a quanto accade nell'attiguo salone omonimo.
Il secondo piano in origine ospitava le camere da letto per gli ospiti di riguardo ma l'attuale allestimento ricostruisce gli ambienti arredati secondo le esigenze degli ultimi sovrani che lo frequentarono tra il 1935 e il 1946, comprendendo anche la loro piccola collezione di tele di autori italiani dell'Ottocento e del Novecento.

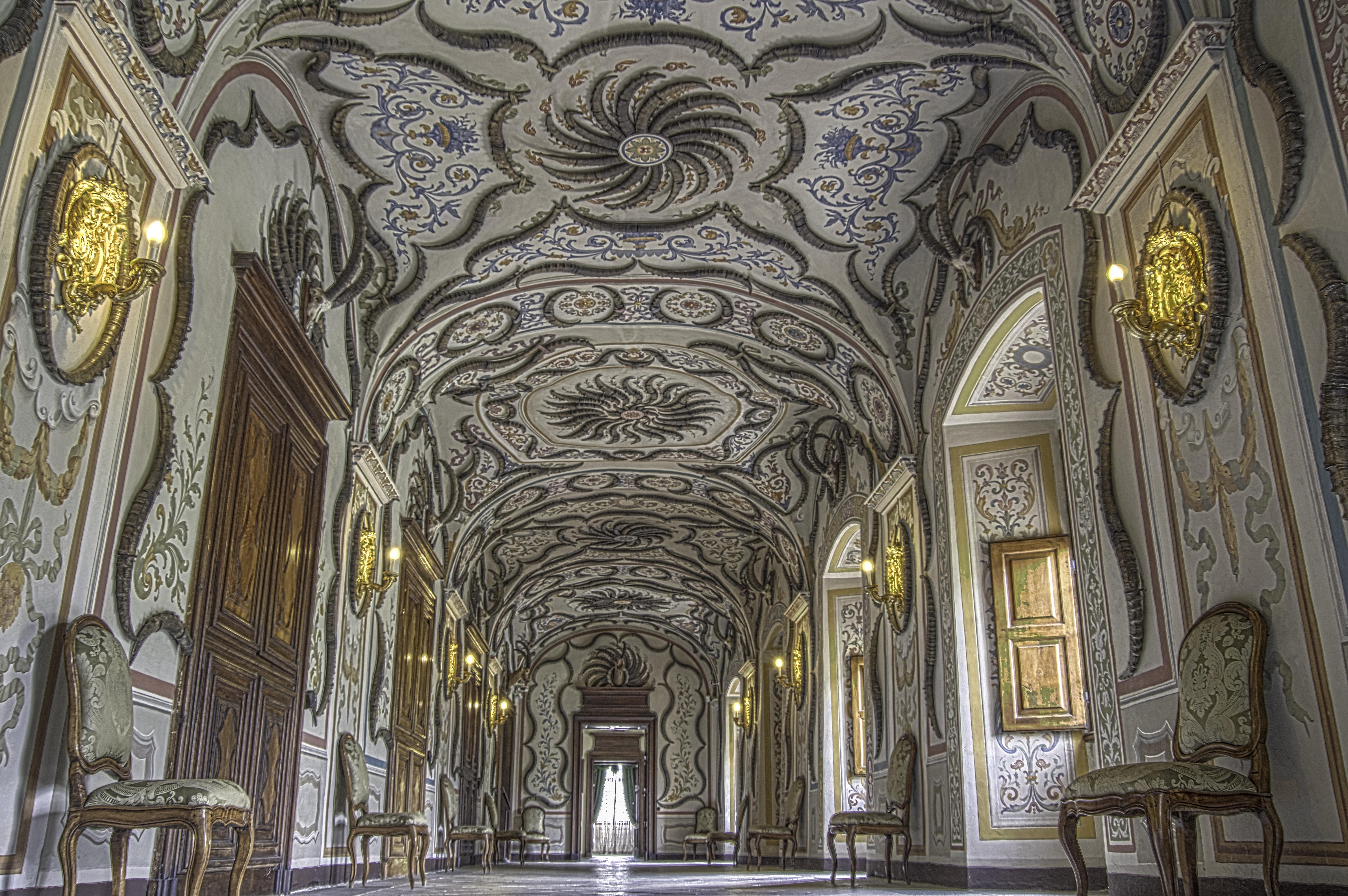
Galleria dei Trofei
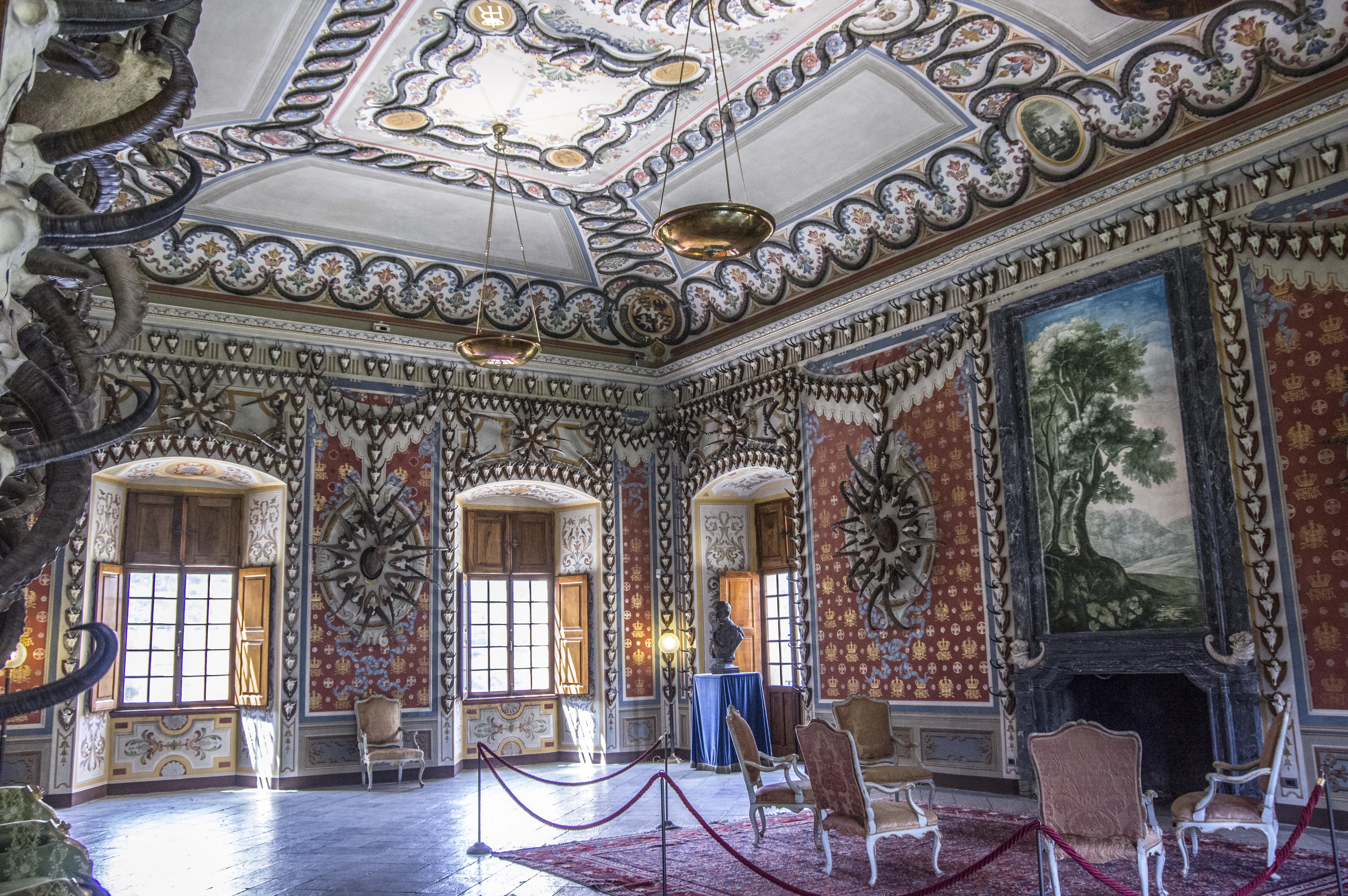
Il Salone dei Trofei al piano primo
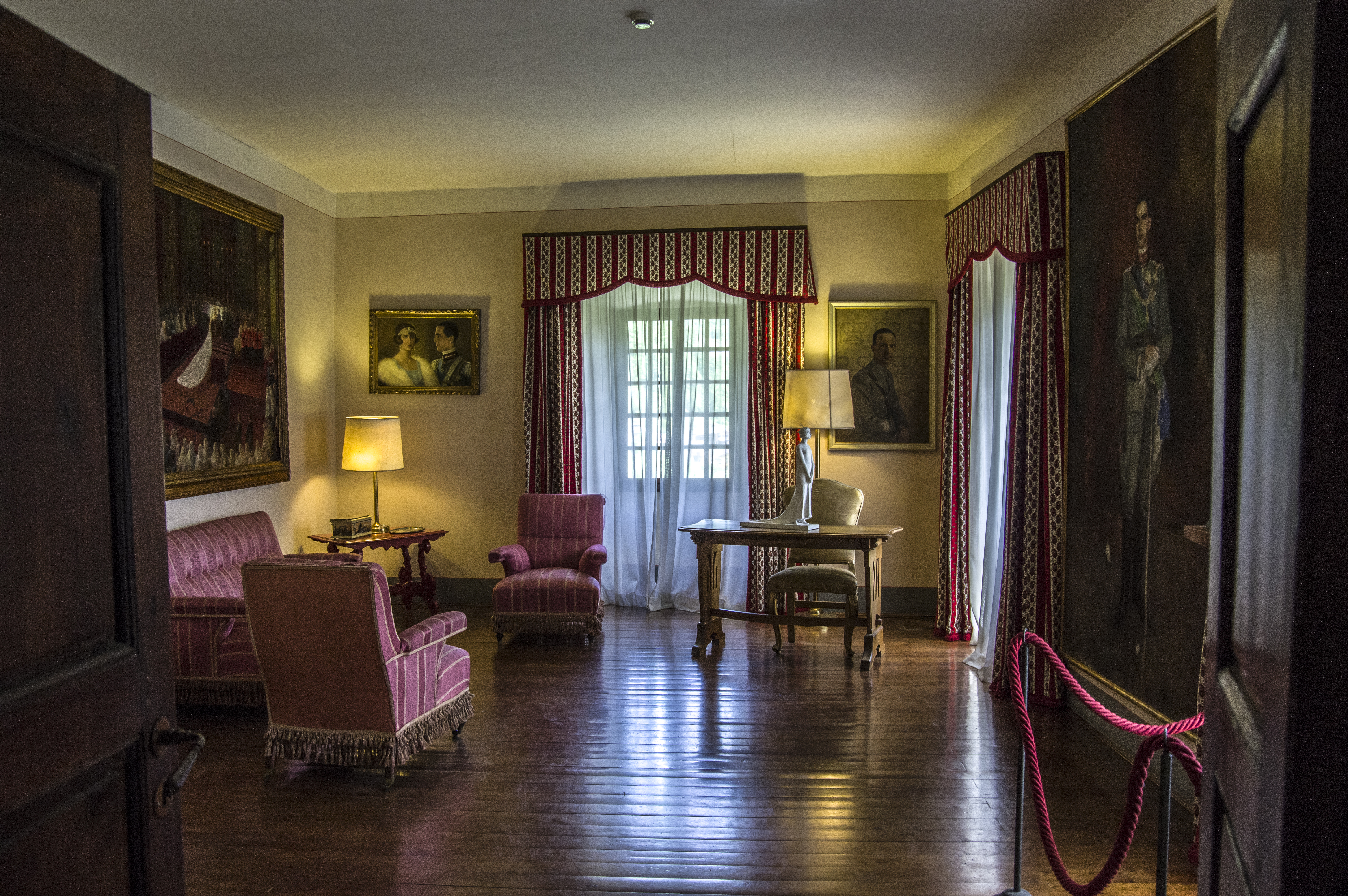
La seconda sala del secondo piano
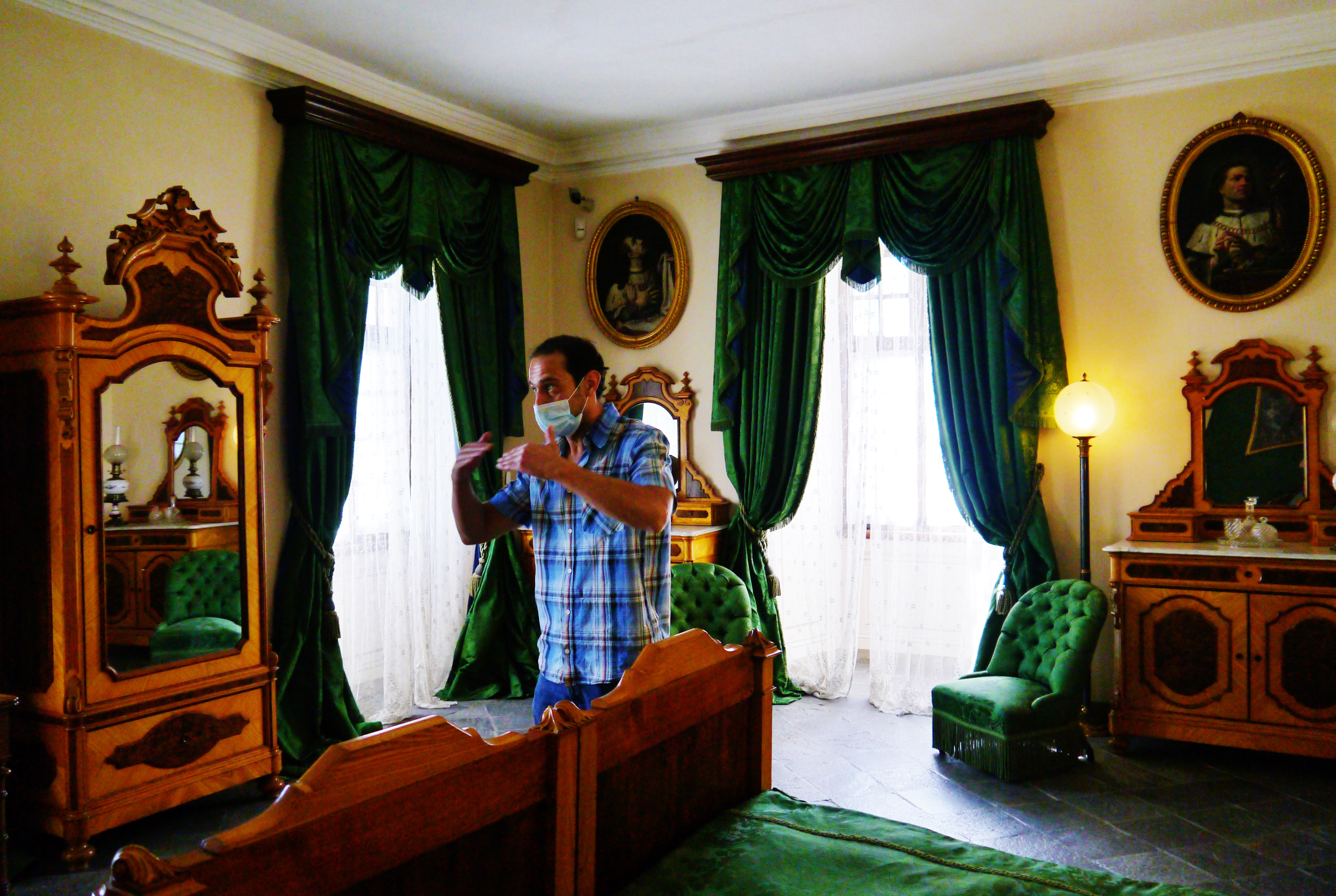
Al primo piano, i tendaggi sono rifatti su modello degli antichi

## Collezioni reali
Il castello reale di Sarre ospita le collezioni reali, una sorta di museo dei ricordi di Casa Savoia.